# Joseph Bédier
Charles Marie Joseph Bédier (París, 28 de gener de 1864 - Le Grand-Serre, Droma, 29 d'agost de 1938) fou un romanista francès, especialista en critica textual i literatura medieval.

## Vida
Bédier va néixer a París, però va passar tota la seva infància i adolescència de l'illa de la Réunion i només va anar a París el 1883 per entrar a l'École normale supérieure, on es formaven els professors de secundària, fins a acabar els estudis amb l'agregació (obtenció d'una plaça de professor). A més, va assistir a les classes de Gaston Paris, que es convertiria en el seu mestre, a l'École pratique des hautes études i al Collège de France. Després de ser professor un temps a la universitat de Friburg (1889-1891), va tornar a França a la Universitat de Caen. El 1893 va obtenir el grau de doctor amb una tesi principal sobre els fabliaux i va esdevenir professor a l'École normale supérieure el mateix any i el 1903 va ser nomenat catedràtic de llengua i literatura francesa medievals al Collège de France, on succeí Gaston Paris.
A l'inici de la Primera Guerra Mundial, 1914, va posar-se a disposició del govern pels coneixements d'alemany que tenia. Restà treballant pel govern fins a 1920. D'aquesta època són un parell de publicacions no filològiques sobre les atrocitats comeses pels soldats alemanys, fetes a partir de diaris d'aquests mateixos soldats.
El 1920 va ser escollit membre de l'Académie Française, com a successor d'Edmond Rostand i va llegir el discurs d'ingrés el 1921. El 1929 fou nomenat administrador del Collège de France, càrrec que va alentir la seva producció científica. El 1936 es jubilà del Collège de France. El 1937 va rebre la Grand-croix de la Légion d'honneur i morí poc després.